# Matjaž Javšnik
Matjaž Javšnik, slovenski igralec in komedijant, * 1969, Maribor.
Javšnik se je rodil v Mariboru. Končal je Gledališko in lutkovno šolo (GILŠ) v Ljubljani.
Nastopil je v kratkih filmih ter v celovečernih filmih V leru, Marmelada, Na svoji Vesni in Zadnja večerja. Znan je v vlogi Izija v TV-nadaljevanki TV Dober dan, v vlogi Benota v TV-nadaljevanki Trafika ter v vlogi Smiljana v TV-nadaljevanki Ena žlahtna štorija, v komediji 5moških.com in kot večkratni prvak Impro lige, prvenstva v gledališki improvizaciji.
Prejel je Severjevo nagrado za igralske dosežke ter pokal za najboljšega improvizatorja na državnem prvenstvu v gledaliških improvizacijah (1998).